# HD 101259
HD 101259，又名CD-24 9867，SAO 180065、HR 4489，是一颗恒星，视星等为6.42，位于銀經282.69，銀緯35.29，其B1900.0坐标为赤經11h 33m 59s，赤緯-24° 35.29′ 38″。